# Fast Boy
Fast Boy ist ein Duo der elektronischen Tanzmusik aus Berlin.

## Geschichte
Fast Boy wurde im Februar 2021 von den beiden aus dem unterfränkischen Karlstadt stammenden Brüdern Lucas und Felix Hain in Frankfurt gegründet. Zuvor waren sie als Oh Brother in Karlstadt aktiv. Die beiden treten sowohl als Produzenten und Songwriter als auch als Sänger in Erscheinung. Unter anderem arbeiteten sie in ihrer bisherigen Karriere mit Meduza, Elley Duhé, Tiësto, Afrojack, Alok, Ofenbach, Öwnboss und Armin Van Buuren zusammen. 2022 erschien die Single Castle mit Hugel und Alle Farben.
Zum Hit wurde das Lied Bad Memories von Meduza & James Carter feat. Elley Duhé, bei dem sie als Featuring geführt werden. Der Song erreichte Platz 13 in den deutschen und Platz 80 in den britischen Singlecharts. Im Februar 2023 erschien mit Forget You eine Zusammenarbeit mit dem deutschen DJ und Musikproduzenten Topic, die zum Charthit in Deutschland avancierte.
Das Duo steht bei der Management-Agentur Friends with Benefits unter Vertrag.

## Diskografie
Singles
- 2021: Drive All Night (mit David Puentez)
- 2021: Fever (mit Somma)
- 2021: Trouble (mit Somma)
- 2021: Raining on Me (Faulhaber x Noel Holler feat. Fast Boy)
- 2022: Castle (Alle Farben x Hugel feat. Fast Boy)
- 2022: Overthinking (mit yuma.)
- 2022: Imagine Me (Yves V feat. Fast Boy)
- 2022: One Day (mit Martin Jensen)
- 2022: Love Me Now (Ofenbach feat. Fast Boy)
- 2022: Bad Memories (Meduza x James Carter feat. Elley Duhé & Fast Boy)
- 2023: Forget You (feat. Topic)
- 2023: Good Life
- 2023: Where You Are (mit Nico Santos; #19 der deutschen Single-Trend-Charts am 26. Januar 2024[10])
- 2024: All My Life (mit Tiësto; #11 der deutschen Single-Trend-Charts am 12. Januar 2024[11])
- 2024: Chills (Feel My Love) (mit Oliver Heldens und David Guetta)
- 2024: Wave (mit Raf; #16 der deutschen Single-Trend-Charts am 27. September 2024[12])
- 2024: Airforce (Bausa feat. Fast Boy; #1 der deutschen Single-Trend-Charts am 30. August 2024[13])
- 2025: Million Good Reasons (mit Robin Schulz)

## Auszeichnungen für Musikverkäufe
| Goldene Schallplatte - Dänemark - 2023: für die Single Bad Memories - Frankreich - 2024: für die Single Bad Memories - 2024: für die Single Love Me Now - Kanada - 2023: für die Single Bad Memories - Spanien - 2024: für die Single Bad Memories Platin-Schallplatte - Belgien - 2023: für die Single Bad Memories - Griechenland - 2023: für die Single Bad Memories - Italien - 2023: für die Single Bad Memories - Portugal - 2023: für die Single Bad Memories | 2× Platin-Schallplatte - Polen - 2024: für die Single Forget You 3× Platin-Schallplatte - Polen - 2024: für die Single Bad Memories Diamantene Schallplatte - Brasilien - 2024: für die Single Bad Memories |

Anmerkung: Auszeichnungen in Ländern aus den Charttabellen bzw. Chartboxen sind in ebendiesen zu finden.
| Land/RegionAuszeichnungen für Musikverkäufe (Land/Region, Auszeichnungen, Verkäufe, Quellen) | Gold     | Platin       | Diamant  | Verkäufe | Quellen             |
| -------------------------------------------------------------------------------------------- | -------- | ------------ | -------- | -------- | ------------------- |
| Belgien (BRMA)                                                                               | —        | Platin1      | —        | 40.000   | ultratop.be         |
| Brasilien (PMB)                                                                              | —        | —            | Diamant1 | 160.000  | pro-musicabr.org.br |
| Dänemark (IFPI)                                                                              | Gold1    | —            | —        | 45.000   | ifpi.dk             |
| Deutschland (BVMI)                                                                           | Gold1    | —            | —        | 250.000  | musikindustrie.de   |
| Frankreich (SNEP)                                                                            | 2× Gold2 | —            | —        | 200.000  | snepmusique.com     |
| Griechenland (IFPI)                                                                          | —        | Platin1      | —        | 20.000   | Einzelnachweise     |
| Italien (FIMI)                                                                               | —        | Platin1      | —        | 100.000  | fimi.it             |
| Kanada (MC)                                                                                  | Gold1    | —            | —        | 40.000   | musiccanada.com     |
| Österreich (IFPI)                                                                            | Gold1    | —            | —        | 15.000   | ifpi.at             |
| Polen (ZPAV)                                                                                 | —        | 5× Platin5   | —        | 250.000  | olis.pl             |
| Portugal (AFP)                                                                               | —        | Platin1      | —        | 10.000   | Einzelnachweise     |
| Schweiz (IFPI)                                                                               | —        | Platin1      | —        | 20.000   | hitparade.ch        |
| Spanien (Promusicae)                                                                         | Gold1    | —            | —        | 30.000   | elportaldemusica.es |
| Vereinigtes Königreich (BPI)                                                                 | Gold1    | —            | —        | 400.000  | bpi.co.uk           |
| Insgesamt                                                                                    | 8× Gold8 | 10× Platin10 | Diamant1 |          |                     |